# Le Bestiaire d'amour (film)
Le Bestiaire d'amour est un film documentaire français réalisé par Gérald Calderon, sorti en 1965.

## Fiche technique
- Titre : Le Bestiaire d'amour
- Réalisateur : Gérald Calderon
- Scénario : Jean-Claude Carrière, d'après le livre de Jean Rostand
- Photographie : Jacques Duhamel
- Musique : Georges Delerue
- Montage : Marguerite Renoir
- Production : Les Films de la Pléiade
- Durée : 100 minutes
- Date de sortie : 
  - France : 3 novembre 1965

## Distribution
- Nadine Alari (voix)